# Lista de senadores do Brasil da 21.ª legislatura
Esta é a lista de senadores do Brasil da 21.ª legislatura do Congresso Nacional. Inclui-se o nome civil dos parlamentares, o partido ao qual eram filiados na data da posse, sua unidade federativa de origem, bem como outras informações. Esta legislatura do Senado Federal durou de 1890 a 14 de novembro de 1891.

## Presidente
| N.° | Nome do senador | Nome do senador  | Imagem | Início do mandato | Fim do mandato | Partido | Estado  | Referências |
| --- | --------------- | ---------------- | ------ | ----------------- | -------------- | ------- | ------- | ----------- |
| 21  |                 | Floriano Peixoto |        | 1891              | 1891           | Nenhum  | Alagoas |             |

## Senadores
| Imagem                        | Nome                                       | Início de mandato | Fim de mandato    | Partido           | Observações       | Referências e notas |
| Estado de Alagoas             | Estado de Alagoas                          | Estado de Alagoas | Estado de Alagoas | Estado de Alagoas | Estado de Alagoas | Estado de Alagoas   |
| ----------------------------- | ------------------------------------------ | ----------------- | ----------------- | ----------------- | ----------------- | ------------------- |
|                               | Floriano Vieira Peixoto                    | 1890              | 1891              | Nenhum            |                   |                     |
|                               | Pedro Paulino da Fonseca                   | 1890              | 1891              |                   |                   |                     |
|                               | Cassiano Cândido Tavares Bastos            | 1890              | 1892              |                   |                   |                     |
| Estado do Amazonas            |                                            |                   |                   |                   |                   |                     |
|                               | Manuel Francisco Machado Barão de Solimões | 1890              | 1899              |                   |                   |                     |
|                               | Joaquim José Pais da Silva Sarmento        | 1890              | 1902              |                   |                   |                     |
|                               | Joaquim Leovigildo de Sousa Coelho         | 1890              | 1893              |                   |                   |                     |
| Estado da Bahia               |                                            |                   |                   |                   |                   |                     |
|                               | Ruy Barbosa de Oliveira                    | 1890              | 1922              |                   |                   |                     |
|                               | José Antônio Saraiva                       | 1890              | 1893              |                   |                   |                     |
|                               | Virgílio Clímaco Damásio                   | 1890              | 1908              | PRB               |                   |                     |
| Estado do Ceará               |                                            |                   |                   |                   |                   |                     |
|                               | Joaquim Catunda                            | 1890              | 1907              |                   |                   |                     |
|                               | Manoel Bezerra de Albuquerque Júnior       | 1890              | 1892              |                   |                   |                     |
|                               | Theodureto Carlos de Farias Souto          | 1890              | 1893              |                   |                   |                     |
| Distrito Federal              |                                            |                   |                   |                   |                   |                     |
|                               | Eduardo Wandenkolk                         | 1890              | 1899              |                   |                   |                     |
|                               | João Severiano da Fonseca                  | 1890              | 1891              |                   |                   |                     |
|                               | Saldanha Marinho                           | 1890              | 1895              |                   |                   |                     |
| Estado do Espírito Santo      |                                            |                   |                   |                   |                   |                     |
|                               | Domingos Vicente                           | 1890              | 1899              |                   |                   |                     |
|                               | Gil Goulart                                | 1890              | 1896              |                   |                   |                     |
|                               | José Cesário Monteiro de Barros            | 1890              | 1893              |                   |                   |                     |
| Estado de Goiás               |                                            |                   |                   |                   |                   |                     |
|                               | José Joaquim de Sousa                      | 1890              | 1908              |                   |                   |                     |
|                               | Antônio Silva Canedo                       | 1890              | 1895              |                   |                   |                     |
|                               | Antonio da Silva Paranhos                  | 1890              | 1893              |                   |                   |                     |
| Estado do Maranhão            |                                            |                   |                   |                   |                   |                     |
|                               | Francisco Manoel da Cunha Júnior           | 1890              | 1895              |                   |                   |                     |
|                               | João Pedro Belfort                         | 1890              | 1896              |                   |                   |                     |
| Estado de Minas Gerais        |                                            |                   |                   |                   |                   |                     |
|                               | José Cesário de Faria Alvim                | 1890              | 1891              |                   |                   |                     |
|                               | Cristiano Ottoni                           | 1890              | 1891              |                   |                   |                     |
| Estado do Mato Grosso         |                                            |                   |                   |                   |                   |                     |
|                               | Aquelino do Amaral                         | 1890              | 1891              |                   |                   |                     |
|                               | Joaquim Murtinho                           | 1890              | 1891              |                   |                   |                     |
|                               | Pinheiro Guedes                            | 1890              | 1891              |                   |                   |                     |
| Estado do Pará                |                                            |                   |                   |                   |                   |                     |
|                               | Antônio Baena                              | 1890              | 1891              |                   |                   |                     |
|                               | Manuel Barata                              | 1890              | 1891              |                   |                   |                     |
|                               | Paes de Carvalho                           | 1890              | 1891              |                   |                   |                     |
| Estado da Paraíba             |                                            |                   |                   |                   |                   |                     |
|                               | José de Almeida Barreto                    | 1890              | 1891              |                   |                   |                     |
|                               | Firmino da Silveira                        | 1890              | 1891              |                   |                   |                     |
|                               | João Neiva                                 | 1890              | 1891              |                   |                   |                     |
| Estado de Pernambuco          |                                            |                   |                   |                   |                   |                     |
|                               | Frederico Serrano                          | 1890              | 1891              |                   |                   |                     |
|                               | José Hygino                                | 1890              | 1891              |                   |                   |                     |
|                               | José Simeão                                | 1890              | 1891              |                   |                   |                     |
| Estado do Piauí               |                                            |                   |                   |                   |                   |                     |
|                               | Elizeu de Souza                            | 1890              | 1891              |                   |                   |                     |
|                               | Theodoro Pacheco                           | 1890              | 1891              |                   |                   |                     |
| Estado do Paraná              |                                            |                   |                   |                   |                   |                     |
|                               | Generoso Marques                           | 1890              | 1891              |                   |                   |                     |
|                               | Santos Andrade                             | 1890              | 1891              |                   |                   |                     |
| Estado do Rio de Janeiro      |                                            |                   |                   |                   |                   |                     |
|                               | Baptista Laper                             | 1890              | 1891              |                   |                   |                     |
|                               | Braz Carneiro                              | 1890              | 1891              |                   |                   |                     |
|                               | Quintino Bocaiúva                          | 1890              | 1891              |                   |                   |                     |
| Estado do Rio Grande do Norte |                                            |                   |                   |                   |                   |                     |
|                               | Amaro Cavalcanti                           | 1890              | 1891              |                   |                   |                     |
|                               | José Bernardo                              | 1890              | 1891              |                   |                   |                     |
|                               | Oliveira Galvão                            | 1890              | 1891              |                   |                   |                     |
| Estado do Rio Grande do Sul   |                                            |                   |                   |                   |                   |                     |
|                               | Júlio Frota                                | 1890              | 1891              |                   |                   |                     |
|                               | Pinheiro Machado                           | 1890              | 1891              |                   |                   |                     |
|                               | Ramiro Barcellos                           | 1890              | 1891              |                   |                   |                     |
| Estado de Santa Catarina      |                                            |                   |                   |                   |                   |                     |
|                               | Antônio Esteves Jr                         | 1890              | 1891              |                   |                   |                     |
|                               | Luiz Delphino                              | 1890              | 1891              |                   |                   |                     |
|                               | Raulino Horn                               | 1890              | 1891              |                   |                   |                     |
| Estado de Sergipe             |                                            |                   |                   |                   |                   |                     |
|                               | Coelho e Campos                            | 1890              | 1891              |                   |                   |                     |
|                               | Manuel Rosa Jr                             | 1890              | 1891              |                   |                   |                     |
|                               | Thomaz Rodrigues                           | 1890              | 1891              |                   |                   |                     |
| Estado de São Paulo           |                                            |                   |                   |                   |                   |                     |
|                               | Prudente de Moraes                         | 1890              | 1891              | PRP               |                   |                     |
|                               | Rangel Pestana                             | 1890              | 1891              |                   |                   |                     |